# Bernard Ardura
Bernard Ardura, O.Praem. (Bordeaux, 1 september 1948) is een Frans geestelijke en priester van de Rooms-Katholieke Kerk.
Andura trad in 1966 in bij de Premonstratenzers in Bordeaux en volgde de priesteropleiding. Na zijn wijding studeerde hij dogmatiek aan de Pauselijke Universiteit Gregoriana, theologie aan de universiteit van Lyon en ten slotte kerkgeschiedenis aan de universiteit van Saint-Étienne. Tijdens deze studiejaren, die duurden van 1976 tot 1987, was Père Andura tevens professor in de dogmatische en spirituele theologie.
In 1987 vertrok Andura naar Rome waar hij als archivaris werkte in de bibliotheken van de Premonstratenzers. Paus Johannes-Paulus II benoemde hem tot consultor van de Congregatie voor de Heilig- en Zaligsprekingsprocessen. In 1992 werd Andura ondersecretaris van de Pauselijke Raad voor de Cultuur en promoveerde in 1997 tot secretaris.
Op 3 december 2009 volgde Perè Andura Walter Brandmüller op als President van de Pauselijk Comité voor de Geschiedwetenschappen.
- Bibliothèque nationale de France: cb11889060c (data)
- Catàleg d'autoritats de noms i títols de Catalunya: 981058617506106706
- Gemeinsame Normdatei: 139329838
- International Standard Name Identifier: 0000 0001 1033 4037
- Library of Congress Control Number: n85147842
- Nationale Bibliotheek van Tsjechië: jx20100319008
- Nationale Bibliotheek van Israël: 987007518673905171
- Nationale Bibliotheek van Polen: a0000003019769
- Nationale en Universitaire bibliotheek Zagreb: 000149397
- Nederlandse Thesaurus van Auteursnamen: 080464874
- Réseau des bibliothèques de Suisse occidentale: 02-A002937021
- Système universitaire de documentation: 02668988X
- Virtual International Authority File: 120099538
- WorldCat: E39PBJjXpg98KVyDW4Xf7cXGHC